# 218268 Pierremariepele
218268 Pierremariepele este o planetă minoră (asteroid) din centura de asteroizi. A fost descoperită pe 20 februarie 2003 la Vicques⁠(d) de Michel Ory⁠(d). 
Obiectul prezintă o orbită caracterizată de o semiaxă mare de 2,5700026953592 UAi, o excentricitate de 0,18885617606051, o înclinație de 12,885602692639 ° în raport cu ecliptica.